# سیارک ۱۰۳۱۸
سیارک ۱۰۳۱۸ (به انگلیسی: 10318 Sumaura، نامگذاری:1990TX) ده هزار و سیصد و هجدهمین سیارک کشف شده‌است که در ۱۵ اکتبر ۱۹۹۰ کشف شد.